# Världsmästerskapen i bordtennis 1935
 Världsmästerskapen i bordtennis 1935 spelades i London under perioden 8 februari-16 februari 1935.

## Medaljörer

### Lag
| Disciplin            | Guld                                                                      | Silver                                                                                   | Brons                                                          |
| Herrarnas lagtävling | Ungern Viktor Barna Laszlo Bellak Tibor Hazi István Kelen Miklós Szabados | Tjeckoslovakien Miloslav Hamr Stanislav Kolář Karel Svoboda Viktor Tobiasch Bohumil Váňa | Österrike Erwin Kohn Alfred Liebster Karl Schediwy Terry Weiss |
| Herrarnas lagtävling | Ungern Viktor Barna Laszlo Bellak Tibor Hazi István Kelen Miklós Szabados | Tjeckoslovakien Miloslav Hamr Stanislav Kolář Karel Svoboda Viktor Tobiasch Bohumil Váňa | Polen Aloizy Ehrlich Loewenhertz Simon Pohoryles               |
| Damernas lagtävling  | Tjeckoslovakien Marie Kettnerová Gertrude Kleinová Marie Smidova          | Ungern Magda Gal Mária Mednyánszky Anna Sipos                                            | Tyskland Hilde Bussmann Anita Felguth Astrid Krebsbach         |

### Individuellt
| Disciplin   | Guld                         | Silver                           | Brons                             |
| Herrsingel  | Viktor Barna                 | Miklós Szabados                  | Aloizy Ehrlich                    |
| Herrsingel  | Viktor Barna                 | Miklós Szabados                  | Erwin Kohn                        |
| Damsingel   | Marie Kettnerová             | Magda Gal                        | Marcelle Delacour                 |
| Damsingel   | Marie Kettnerová             | Magda Gal                        | Marie Smidova                     |
| Herrdubbel  | Viktor Barna Miklós Szabados | Adrian Haydon Alfred Liebster    | Laszlo Bellak István Kelen        |
| Herrdubbel  | Viktor Barna Miklós Szabados | Adrian Haydon Alfred Liebster    | Raoul Bedoc Daniel Guerin         |
| Damdubbel   | Mária Mednyánszky Anna Sipos | Marie Kettnerová Marie Smidova   | Anita Felguth Astrid Krebsbach    |
| Damdubbel   | Mária Mednyánszky Anna Sipos | Marie Kettnerová Marie Smidova   | L. Booker Hilde Bussman           |
| Mixeddubbel | Viktor Barna Anna Sipos      | Stanislav Kolář Marie Kettnerová | Adrian Haydon Margaret Osborne    |
| Mixeddubbel | Viktor Barna Anna Sipos      | Stanislav Kolář Marie Kettnerová | Miklós Szabados Mária Mednyánszky |